# Preeti & Pinky
Preeti & Pinky es un dúo musical de la India.

## Carrera
Este dúo había comenzado a cantar a muy corta edad cuando contaban unos cinco y siete años de edad. También cantaron para muchas películas de Bollywood. Además de interpretar temas musicales cantados en Hindi, también cantaron canciones en inglés, malayalam, gujarati, sindhi, marath, y Bhojpuri. Además aparte de tener popularidad en la India, también se han hecho conocer en otros países como los Estados Unidos, Canadá y el Reino Unido.

## Filmografía
| Año  | Filmografía                      | Canciones                       | Composición        | Notas |
| ---- | -------------------------------- | ------------------------------- | ------------------ | --- |
| 2000 | Har Dil Jo Pyar Karega           | Piya Piya                       | Anu Malik          | Nominated - Filmfare Award for Best Female Playback Singer Nominated - IIFA Award for Best Female Playback |
| 2001 | Rehnaa Hai Terre Dil Mein        | Aaya Re Aaya                    | Harris Jayaraj     | |
| 2001 | Mujhe Kucch Kehna Hai            | Maine Koi Jadoo                 | Anu Malik          | |
| 2001 | Aamdani Atthani Kharcha Rupaiyaa | Ta Thaiya Ta Thaiya             | Himesh Reshammiya  | Pinky only                                                                                                 |
| 2002 | Annarth                          | Bewafa Bar Mein                 | Anand Raj Anand    | |
| 2002 | Ab Ke Baras                      | Hoga Hoga                       | Anu Malik          | |
| 2002 | Kuch Tum Kaho Kuch Hum Kahein    | Chudi Chudi                     | Anu Malik          | |
| 2002 | Dil Dhoondta Hai                 | Payal Ne Lehnge Se Kaha         | Anu Malik          | |
| 2003 | Chalte Chalte                    | Tujhpar Gagan Se                | Aadesh Shrivastava | |
| 2004 | Smile Please                     | Smile Please Babuji Zara Dil Pe | Devang Patel       | |
| 2013 | Mumbai Mirror                    | Doom Pe Lakdi                   | Amjad Nadeem       | |
| 2013 | Main Krishna Hoon                | Main Krishna Hoon Maa           | Amjad Nadeem       | |

## Premios
- 2001 - Nomination Filmfare Best Playback singer (Female) award for song "Piya Piya" From the Movie Har Dil Jo Pyaar Karega.
- 2001 - Nomination IIFA Award for Best Female Playback for song "Piya Piya" From the Movie Har Dil Jo Pyaar Karega.